# Alchemilla montserratii
Alchemilla montserratii é uma espécie de rosácea do gênero Alchemilla, pertencente à família Rosaceae.